# Chiesa di Nostra Signora della Misericordia (Baranzate)

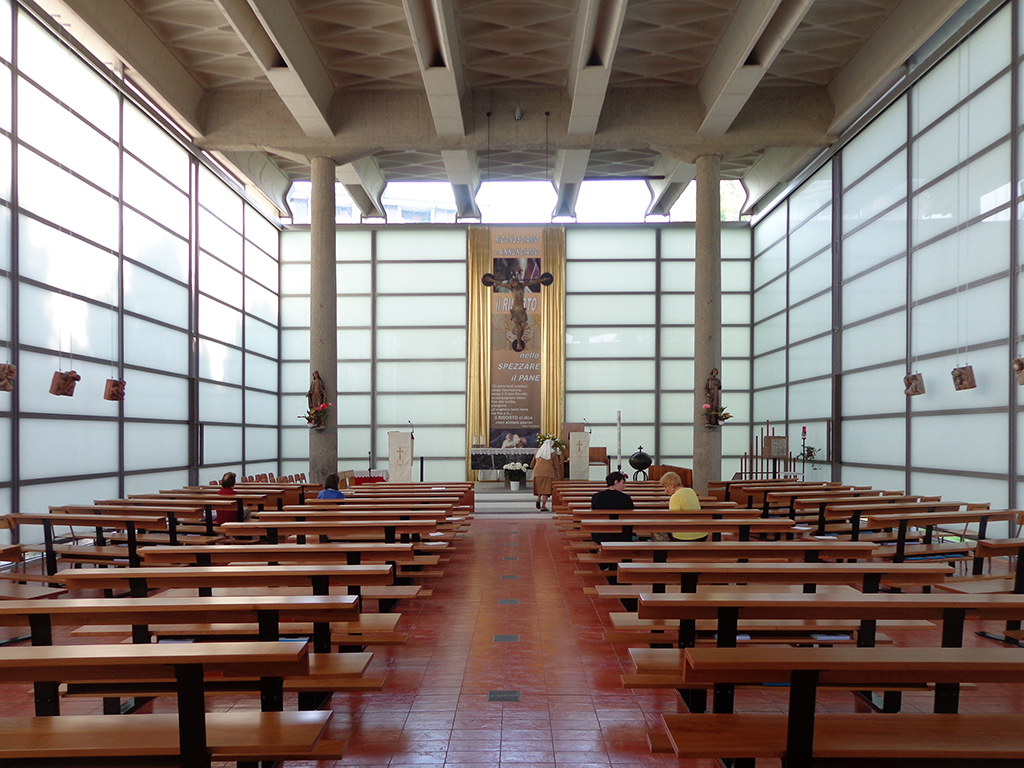
L’interno

La chiesa di Nostra Signora della Misericordia, più conosciuta come la Chiesa di Vetro, è una chiesa parrocchiale che si trova a Baranzate, nella città metropolitana di Milano.
Costruita dal 1956 al 1957 su progetto di Angelo Mangiarotti, Bruno Morassutti e Aldo Favini, costituisce uno degli esempi più importanti di architettura ecclesiale moderna nella diocesi ambrosiana, e in assoluto quella che meglio ne interpreta lo spirito di rinnovamento radicale dell'epoca.

## Storia
La chiesa, finanziata da donazioni private, venne costruita dal 1956 al 1957 per servire la località di Baranzate, allora in forte crescita demografica; fu progettata dagli architetti Angelo Mangiarotti e Bruno Morassutti, coadiuvati per la parte strutturale dall'ingegnere Aldo Favini.
La nuova chiesa venne eretta in parrocchia con decreto del 12 luglio 1958 dell'arcivescovo cardinale Montini; essa venne consacrata il successivo 7 novembre dallo stesso Montini, che nel suo discorso le attribuì il significato simbolico di rappresentazione della luce divina, tacitando così le perplessità degli ambienti curiali che ne criticavano l'aspetto eccessivamente moderno e privo di richiami alla tradizione.
Nonostante gli architetti avessero progettato la chiesa pensando ad una sua replicabilità seriale in altri quartieri dell'area milanese, ciò non avvenne mai, anche a causa del precoce e rapido degrado da cui l'edificio fu affetto: i materiali innovativi si dimostrarono poco durevoli, e il clima dell'ambiente interno risultò poco gradevole, tanto da suggerire la sostituzione dei pannelli isolanti in polistirolo espanso con altri in politene bianco.
Nel 1979 la chiesa fu oggetto dell'esplosione di un ordigno incendiario che causò gravi danni; venne riaperta al culto l'anno successivo, restando però in stato di grave degrado. Nel 1984-85 venne costruito il campanile, progettato da Morassutti con Favini e C. Piper.
Nel 1994 Mangiarotti e Morassutti proposero un progetto di restauro, a cui seguì cinque anni dopo un progetto di ampliamento, ma queste proposte restarono senza seguito. Solo nei primi anni 2000, anche a seguito dell'apposizione di un vincolo da parte della Sovrintendenza e del DARC, si iniziarono i lavori di rifacimento, conclusisi alla fine del 2014 dallo studio SBG architetti.